# أومبيرتو فيرونيسي

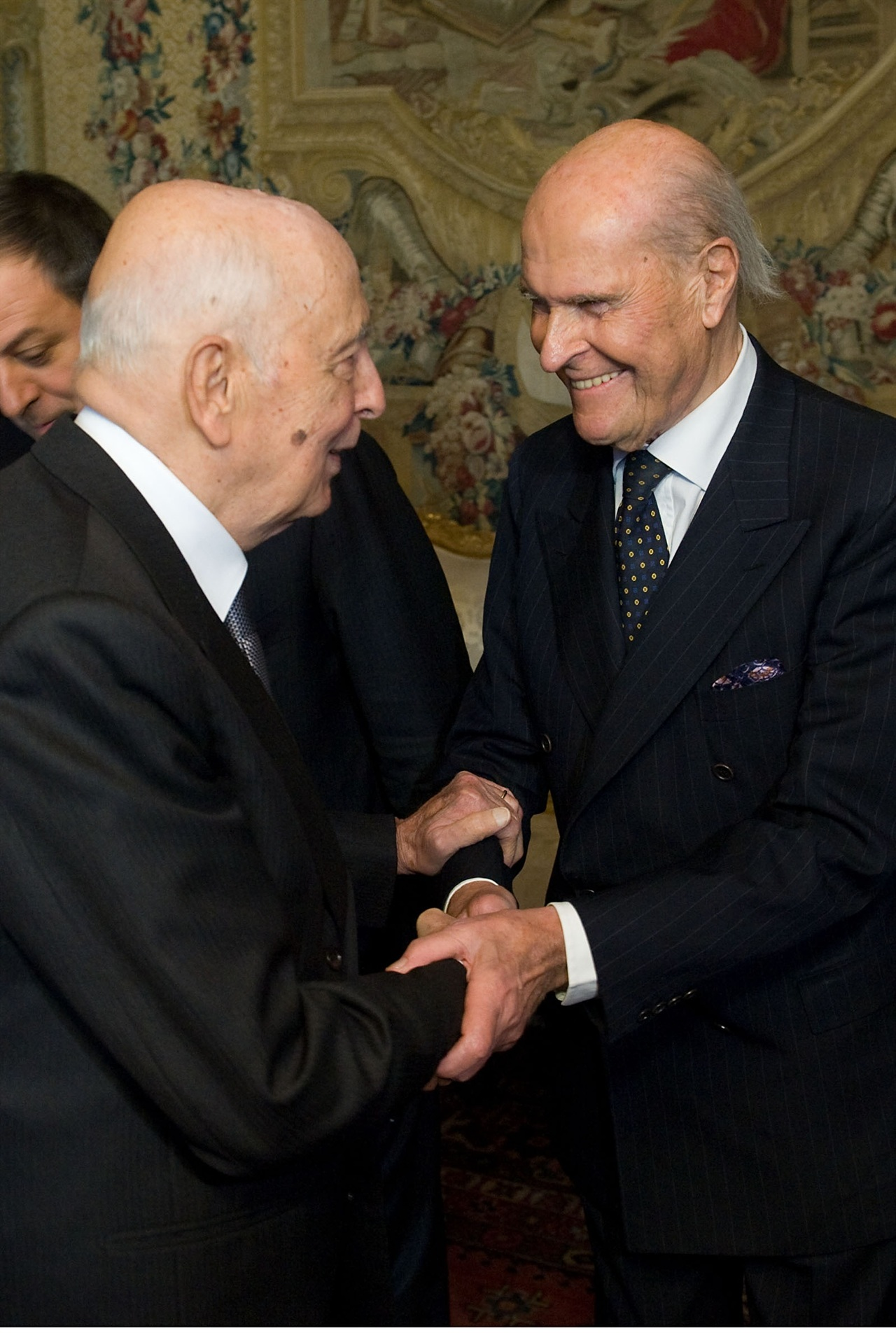
فيرونيسي (على اليمين) يصافح الرئيس الإيطالي جورجيو نابوليتانو في قصر كيرينالي في 11 نوفمبر 2011.

أومبيرتو فيرونيسي (بالإيطالية: Umberto Veronesi) ـ (ولد في 29 نوفمبر 1925 - 8 نوفمبر 2016) هو طبيب وباحث في علم الأورام وسياسي إيطالي، له إسهامات بارزة في مجال الوقاية من سرطان الثدي وعلاجه. حصل على جائزة الملك فيصل العالمية في الطب سنة 2003، ووسام استحقاق الجمهورية الإيطالية.